# Christine Cicot
Christine Cicot (ur. 10 września 1964) – francuska judoczka. Brązowa medalistka olimpijska z Atlanty.
Zawody w 1996 były jej pierwszymi igrzyskami olimpijskimi, brała również udział w igrzyskach w 2000 (piąte miejsce). Po medal sięgnęła w wadze ciężkiej, powyżej 72 kilogramów. Triumfowała na mistrzostwach świata w 1997; piąta w 1999. Była wielokrotną medalistką mistrzostw Europy (złoto w 1990, srebro w 1984 – na turnieju kobiet, 1994 i 1995, brąz w 1986 – na turnieju kobiet, 1998 i 2000). Brąz na igrzyskach frankofońskich w 1994. Zdobyła szereg medali na mistrzostwach Francji, w tym ośmiokrotnie zostawała mistrzynią kraju seniorów. Startowała w Pucharze Świata w latach 1989–1993 i 1995–2000.